# María Enríquez de Luna
María Enríquez de Luna (1474 o 1475 – 1539) nobildonna del casato di Enriquez e cugina prima di re Ferdinando II d'Aragona, fu la moglie di Giovanni Borgia, quindi nuora di papa Alessandro VI.

## Vita
Maria nacque nel 1474 o 1475, figlia di Enrique Enríquez de Quiñones, signore di Villada, Villavicencio, Orce e Baza, figlio dell'ammiraglio Fadrique Enríquez de Mendoza e della sua seconda moglie, Doña Teresa Fernández de Quiñones y Toledo. Sua madre era Maria de Luna y Herrera, figlia di Pedro de Luna y Manuel, Signore di Fuentiduenya e figlio naturale del conestabile Álvaro de Luna ed Elvira de Herrera y Ayala Suo padre Enrique Enríquez (c. 1440 - 1504), era maggiordomo maggiore di suo nipote Ferdinando d'Aragona, ed esponente della più grande aristocrazia valenciana.
Maggiore di quattro figlie e prima cugina del Re, Maria era un'ottima scelta per le politiche matrimoniali dei Borgia. Rodrigo Borgia era alleato di vecchia data di Ferdinando, che gli aveva permesso di acquistare il ducato di Gandia dalla corona nel 1483. Il figlio maggiore del futuro Papa, Pedro Luis, divenne duca nel 1485 e fu promesso a Maria due anni più tardi. Sennonché morì nel 1488, prima del matrimonio, lasciando il ducato e la promessa sposa al fratello Juan.
Juan lasciò Roma nel 1493 e la coppia si sposò a Barcellona in settembre. Le fonti dell'epoca non furono favorevoli a Juan, di cui si vociferava che passasse il tempo a bere e frequentare bordelli, con gran disappunto del Papa e del fratello Cesare. Un erede, però, chiamato anch'egli Juan, nacque nel novembre 1494. L'anno dopo il duca fu richiamato in Italia. Maria inizialmente restò a Gandia, incinta, subendo però un parto morto a dicembre 1495. Giovanni venne ucciso nel giugno 1497, mentre sei mesi dopo Maria metteva al mondo la loro seconda figlia, Isabella. Molte voci fecero risalire l'omicidio a suo fratello Cesare, e Maria non tardò a credervi: inoltre chiese al re che il Valentino venisse processato e si rifiutò di favorire i rapporti tra i propri figli e Papa Alessandro, che lamentò la vicinanza dei propri nipoti al re di Spagna più che a lui.
Maria dedicò il resto della sua vita all'educazione dei figli, alla gestione delle sue proprietà e alle opere pie. Vendette il ducato di Sessa a Ferdinando nel 1506, recidendo così ogni legame tra i Borgia e Gandia. Per suo figlio, Maria combinò un matrimonio vantaggioso: Juan sposò Joanna d'Aragona, figlia illegittima dell'arcivescovo di Saragozza (a sua volta figlio illegittimo di Ferdinando) nel 1509. L'anno dopo, Joanna diede alla luce Francesco, futuro IV Duca di Gandia e Santo. Nel 1511, Maria si ritirò nel Convento di Santa Chiara e divenne suora col nome di Sorella Gabriella, poi badessa nel 1530. Lì morì nel 1539.